# Archibald Douglas (1883–1960)
Wilhelm Archibald Douglas, född 19 juli 1883 på Stjärnorps slott, Stjärnorps församling, Östergötlands län, död 5 juli 1960 i en bilolycka vid Grensholm, folkbokförd på Stjärnorps slott, var en svensk greve och militär (generallöjtnant). Douglas var den som gav ordern att upprätta interneringslägret i Storsien under andra världskriget.

## Biografi
Douglas var son till riksmarskalken greve Ludvig Douglas och grevinnan Anna Louise Dorotea (född Ehrensvärd) samt bror till Robert och Carl Douglas. Douglas tog officersexamen 1903, blev löjtnant vid Livregementets dragoner (K 2) 1906, vid Generalstaben 1913, kapten 1916, ryttmästare och skvadronchef vid Livregementet 1919, åter kapten vid Generalstaben 1922, major där 1924 och vid Livregementets dragoner 1927. Han blev överstelöjtnant vid Livregementet till häst (K 1) 1928, överste och chef för Norrlands dragonregemente (K 4) 1930–1935, överste och sekundchef för Livregementet till häst 1935–1937, adjutant 1920–1930 och överadjutant hos kung Gustaf V 1931–1950. År 1937 blev Douglas generalmajor och han var chef för Övre Norrlands trupper 1937–1942, arméinspektör 1942–1944, generallöjtnant 1944 och chef för armén 1944–1948. Vid sidan av den militära banan utgav han en biografi om sin stamfar, Robert Douglas.
Han var generalstabsofficer vid I. arméfördelningens stab 1914–1917. År 1916 genomförde han en studieresa till Galizien. Han var lärare i krigshistoria vid Krigshögskolan (KHS) 1917–1918, generalstabsofficer vid finska högkvarteret under finska inbördeskriget 1918, kapten och överstelöjtnant i finska armén 1918, lärare i lantkrigskonst vid Sjökrigshögskolan 1919–1929 och stabschef vid III. arméfördelningen 1923–1927.  År 1940 genomförde han en studieresa till Tyskland och Frankrike. Douglas var ordförande i 1943 års officersutbildningsutredning och blev ledamot av Kungliga Krigsvetenskapsakademien 1936, varav som styresman 1945–1947.
Han gifte sig 1907 med Astri Henschen (1883–1976) i Ronneby. Hon var dotter till professor Salomon Henschen och Gerda (född Sandell). Douglas bodde i Villa Parkudden på Djurgården, och ägde från 1947 även Stjärnorps slott i Östergötland. Han var far till ambassadören Carl Douglas (1908–1961) och direktören Archibald Douglas (1910–1992) samt farfar till finansmannen Gustaf Douglas.

## Politisk karriär
Åren 1921–1923 var han ledamot av Stockholms stadsfullmäktige. År 1933 var han, tillsammans med en rad andra officerare, en av initiativtagarna till bildandet av det Nationalsocialistiska blocket. Projektet var ett försök att ena de många olika svenska nazistorganisationerna gå samman i ett gemensamt parti. Men endast ett antal mindre sektliknande grupperingar som Svenska nationalsocialistiska samlingspartiet och Nationalsocialistiska förbundet anslöt sig. Medlemmarna i partiet kom mestadels från överklassen och många var officerare. 

## Utmärkelser

### Svenska utmärkelser
- Konung Gustaf V:s jubileumsminnestecken med anledning av 90-årsdagen, 1948.[10]
- Konung Gustaf V:s jubileumsminnestecken med anledning av 70-årsdagen, 1928.[10]
- Konung Gustav V:s minnestecken, 1951.[10]
- Kommendör med stora korset av Svärdsorden, 6 juni 1944.[11]
- Kommendör av första klassen av Svärdsorden, 14 november 1936.[12]
- Kommendör av andra klassen av Svärdsorden, 25 november 1933.[13]
- Riddare av första klassen av Svärdsorden, 1924.[14]
- Riddare av Nordstjärneorden, 1931.[15]
- Riddare av första klassen av Vasaorden, 1929.[16]
- Frivilliga automobilkårernas riksförbunds förtjänstmedalj i guld.[17]
- Hemvärnets förtjänstmedalj i guld.[17]

### Utländska utmärkelser
- Storkorset av Danska Dannebrogorden, tidigast 1945 och senast 1947.[18][19]
- Storkorset av Norska Sankt Olavs orden, tidigast 1945 och senast 1947.[18][19]
- Andra klassen med svärd av Finska Frihetskorsets orden, 1918.[20][21]
- Tredje klassen med svärd av Finska Frihetskorsets orden, 1918.[20][21]
- Kommendör av första klassen av Finlands Vita Ros’ orden, tidigast 1928 och senast 1931.[22][23]
- Kommendör av Finlands Vita Ros’ orden, tidigast 1925 och senast 1928.[22][24]
- Kommendör av Etiopiska Stjärnorden, tidigast 1921 och senast 1925.[24][25]
- Kommendör av andra klassen av Tjeckoslovakiska Vita lejonets orden, tidigast 1935 och senast 1940.[26][27]
- Officer med svärd av Nederländska Oranien-Nassauorden, tidigast 1921 och senast 1925.[24][25]
- Riddare av tredje klassen av Ryska Sankt Stanislausorden, senast 1915.[28]